# 美国使馆旧址
美国使馆旧址，位于北京市东城区前门东大街23号，是北京市文物保护单位。

## 历史

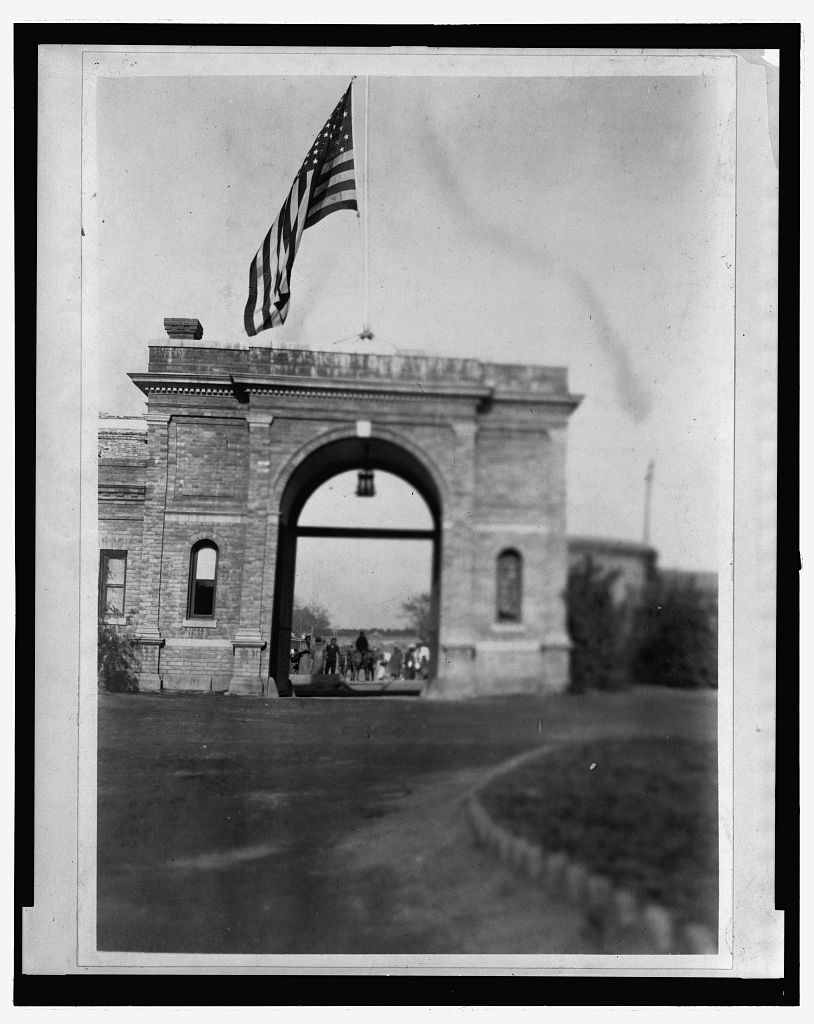
20世纪初的原美国使馆大门，开在院落西北部，东交民巷南侧

最初的美国驻华公使馆于清朝同治元年（1862年）设在东交民巷南侧，与俄国使馆隔街相对。其西面是华俄道胜银行和荷兰使馆，东面是民宅。《辛丑条约》签订后，美国使馆趁机扩大地盘，迁至东移后的荷兰使馆以西。西界到前门棋盘街东侧，与荷兰使馆仅隔一墙；南到北京内城城墙根，并且在城墙内掘隧室三间，作为美军粮库。界内的美国使馆在东部，美国兵营在西部。
中华人民共和国成立后，1951年至1953年为达赖驻北京的办事处使用。“文革”期间，国务院总理周恩来大部分时间在此办公。1971年，周恩来在此会见了秘密访华的基辛格。1980年代，该院经过翻修，为钓鱼台国宾馆使用，作为“钓鱼台前门宾馆”。1995年被公布为北京市文物保护单位。
2003年，美国华人律师、餐馆老板李景汉（Handel Lee）开始策划将该院落改造为时尚中心。2005年4月，李景汉的The Legation Quarter公司租下这里，在5座文物建筑的基础上进行修缮改造。改造后成为包括餐饮、画廊、俱乐部、剧场在内的时尚中心“前门23号”。初期包括法餐厅、意大利餐厅Sadler、西班牙餐厅Agua、日式餐厅Shiro Matsu、百达翡丽北京旗舰店、商务俱乐部、天安时间当代艺术中心，艺术中心顶层有家咖啡馆，会所中央的草地上可举行小剧场演出、导演讲座、画家沙龙。
2008年，米其林三星厨师达尼埃尔·布吕德（Daniel Boulud）来到北京，在“前门23号”开了法餐厅Maison Boulud à Pekin，2013年关张。2008年，百达翡丽北京旗舰店入驻前门23号，2014年更名为百达翡丽北京源邸。2010年代初，花马天堂云南餐厅在此开业。2015年9月，天安时间当代艺术中心空间迁往平安大街玉河一号重张。

## 建筑

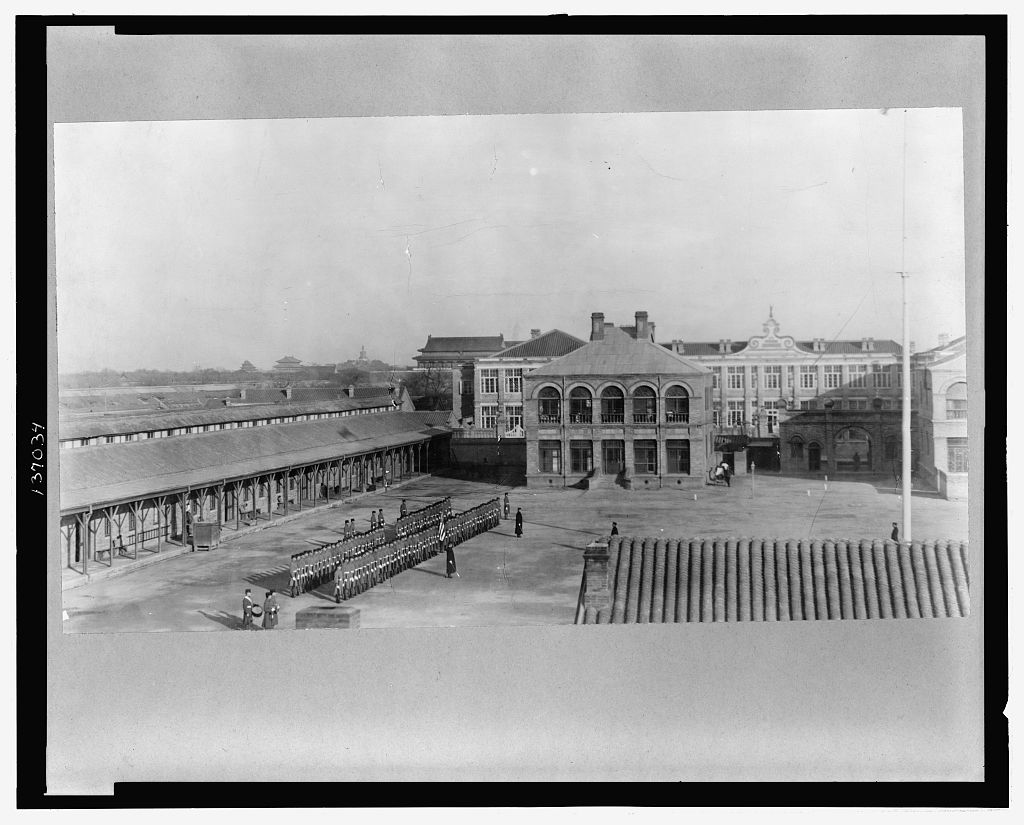
约1900年时的旧美国使馆建筑

原美国使馆大门位于东交民巷南侧，是仿古罗马的单拱券凯旋门式，1989年拆除。现大门为前门东大街23号门。
美国使馆旧址内现存使馆主楼及四座官邸。

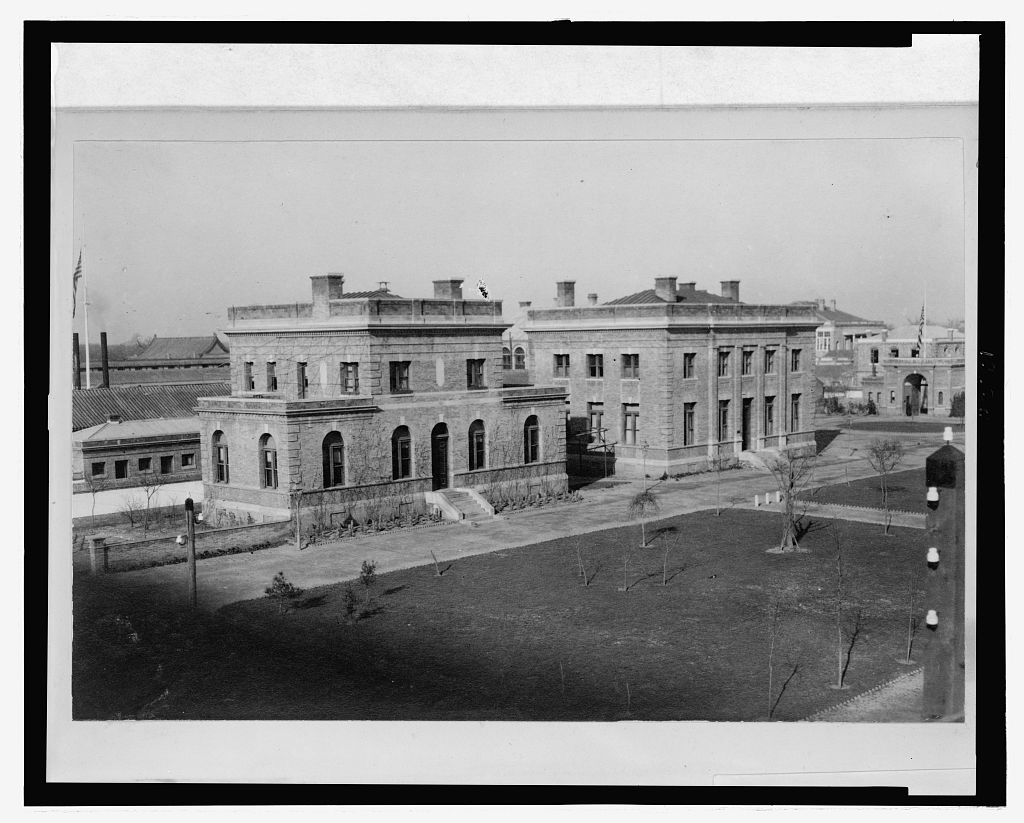
20世纪初的美国使馆建筑

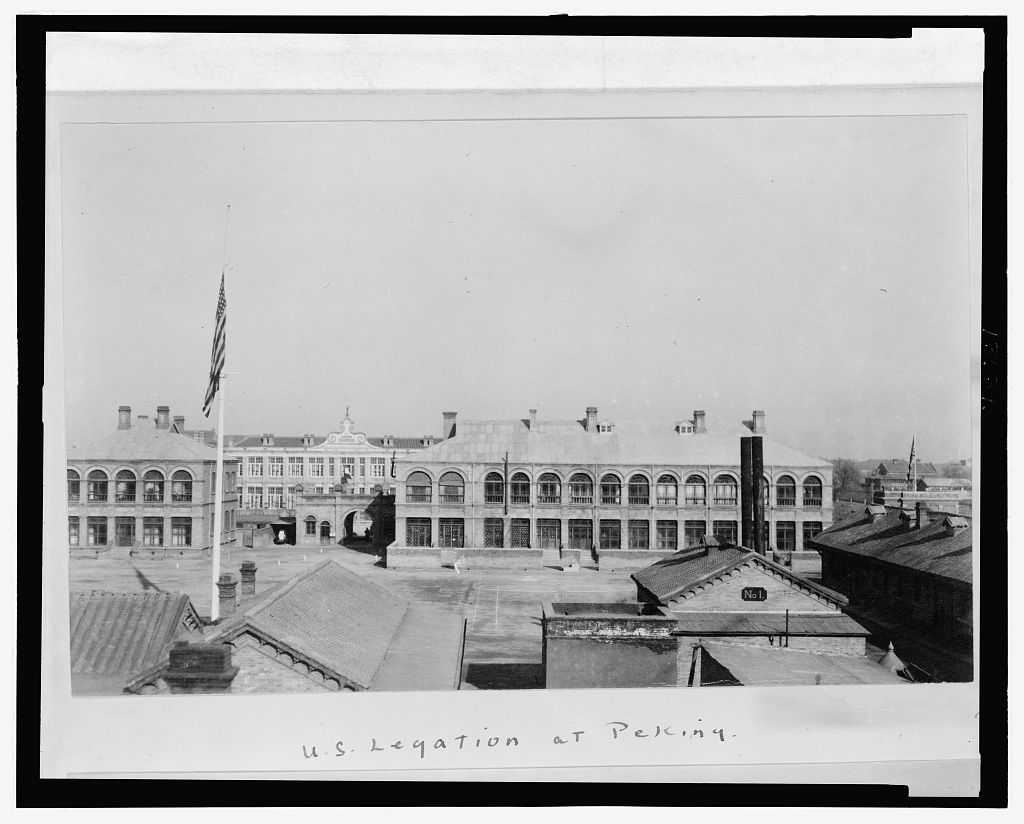
20世纪初的美国兵营建筑

- 主楼：位于院内正北，建于1903年，由Sidh Nealy设计。西南山墙勒脚石上刻着“ERECTED BY THE UNITED STATED GOVERNMENT 1903,SIDH.NEALY.ARCHITECT”字样。该建筑南北宽17.39米，东西长33.54米，地上二层，地下一层。底层室内净高5.14米，二层室内净高3.5米，建筑总高13.65米。外墙是灰色清水砖墙，墙角用花岗岩做成隅石，门窗套是用石材做成，窗下墙用石饰。楼前砌有五踏步高的平台。立面朴实，中央三开间略前凸。正中入口大门采用无凹槽的爱奥尼柱式、上冠三角形山花的西洋古典形式。主楼东侧门做出三开间廊子，上为二层阳台，面朝东侧小花园。西门作成西洋古典式门套。大门内有西洋古典式木门斗，大厅中基座上的两根爱奥尼柱支撑着楼板大梁，厅北侧的双分式木楼梯和木栏杆是原物。西侧入口处的小门厅已被改成卫生间，二楼及西翼二层的办公室均因改成客房而加改卫生间。主楼后面的平房是厨房以及贮藏杂物的辅助用房，以配餐间为连接，通向底层北边的中央长方形大餐厅[1]。

主楼南面大花园东西两侧是四栋官邸，均为独立二层小楼，外貌及建筑风格类似。
- 东北楼：平面是曲尺形。西部主体二层，东部附属用房一层，西入口处是三间门廊，上面是二层外阳台。东立面宽20.75米，南立面宽11.60米，北立面宽23.30米。一层大门厅东端是横向楼梯。如今东部附属用房东窗改成外门[1]。
- 东南楼：主体二层，东立面长19.20米，南、北立面宽均为11.90米。东门进入便是大门厅，其左前方是楼梯间，室内格局保存原样，但底层西侧原有的西门北面加开一门[1]。
- 西北楼：东西立面长约18.80米，北立面宽约12.5米，南立面宽约17.30米，西南角有一房间凸出于矩形平面外。东入口进入门厅，正对楼梯的西侧有后门通向室外，室内格局大致未变，但经过了装修改造[1]。
- 西南楼：平面略呈凸字形，东西进深约12.50米，东立面长约20米。东入口进入大门厅，便可进入底层各房间，西侧楼梯间通向二层大厅[1]。

“前门23号”成立时对该院的改造工程由中国建筑设计院有限公司设计。改造中保留了上述五栋文物建筑以及9棵挂牌古树。改造前院内有多处违规加建的建筑，文物建筑已年久失修，设备陈旧老化，缺乏管理。改造方案在保留文物建筑和古树、复建北大门及围墙、新建南大门及围墙的基础上，对院落进行了复建和整治，新建了一批建筑，主要包括：
- 南大门及围墙：在原南大门及围墙的基础上新建。门内仍为影壁[12]。
- 北大门及围墙：仿照原美国使馆位于北部的大门复建，复建后的北大门位于主楼西北侧，东交民巷南侧[12]。
- 厨房、餐厅：在院落最西侧建成连接起来的3个厨房、2个餐厅，其中1个厨房（一层）位于西北楼西侧，1个厨房（一层）位于西南楼西侧，1个餐厅（一层）位于西北楼北侧，1个厨房（两层）位于该餐厅西侧，1个餐厅（两层）位于该厨房北侧（整个院落西北角，北大门内西南侧）。在主楼东北侧建成1个厨房（一层）。在东北楼东南侧建成1个餐厅（一层），在东北楼东北侧建成1个备餐间（一层）和1个操作间（一层，位于备餐间南侧）。在院落西南角至南大门之间建成1个中餐厅（两层）[12]。
- 咖啡厅（一层）：位于东北楼北侧[12]。
- 休息厅（两层）：位于咖啡厅东北侧[12]。
- 会所（两层）：位于休息厅西北侧，整个院落东北角[12]。
- 保留建筑（两层）：另外在东南楼东侧有一栋“前门23号”改建前便已存在的建筑，此次改造中保留[12]。